# Il resto di niente
Il resto di niente (prt: O Resto de Nada) é um filme de 2004 realizado por Antonietta De Lillo. Produzido por Mariella Li Sacchi e Amedeo Letizia, foi apresentado fora de competição na 61ª edição do Festival Internacional de Cinema de Veneza.
Baseado no romance homônimo de Enzo Striano, o filme conta a história de vida da nobre e revolucionária portuguesa Leonor da Fonseca Pimentel (Eleonora em italiano) durante a revolução napolitana de 1799.

## Enredo
Até o ano de 1799, a fidalga portuguesa Eleonora da Fonseca Pimentel não era uma heroína à procura de aventura, mas quando se encontrou envolvida numa, tornou-se na voz feminina do golpe de estado napolitano, ao lado de outros jovens aristocratas napolitanos que abraçaram o jacobinismo e os ideais de igualdade, liberdade e fraternidade ecoados pela revolução francesa.

## Elenco
- Maria de Medeiros: Eleonora
- Rosario Sparno: Gennaro Serra di Cassano
- Imma Villa: Graziella
- Maria Grazia Grassini: Donna Fonseca
- Gino Curcione: vecchio Cerimoniere
- Cesare Belsito: Rei Fernando
- Giulia Weber: Rainha Maria Carolina
- Mimmo Esposito: Mario Pagano
- Raffaele Di Florio: Vincenzo Sanges
- Luciano Saltarelli: Annibale Giordano
- Raffaele Esposito: Domenico Cirillo
- Federico Torre: Francesco Conforti
- Enzo Moscato: Gaetano Filangeri
- Ciro Di Maio: Vincenzo Russo
- Ivan Polidoro: Vincenzo Cuoco
- Antonio Manzini: Carlo Lauberg
- Simone Spirito: Emanuele De Deo
- Nunzia Di Somma: Luisa Sanfelice
- Carlo Cerciello: Vincenzo Speciale
- Emanuele Valenti: Giuseppe Marra
- Massimiliano Rossi: Carretiere
- Francesca Cutolo: Chiara Pignatelli
- Andrea Marrocco: Mario Pignatelli
- Paolo Coletta: Gabriele Manthoné
- Riccardo Zinna: Pasquale Tria
- Stefania Graziosi: Catarina
- Lucia Ragni: Donna Crezia
- Giovanni Esposito: monaco
- Emi Salvador: Ciro Pulcinella
- Marco Manchisi: Pagliuchella
- Paolo Tarallo: Cardeal Fabrizio Ruffo
- Simon Edmond: Almirante Nelson
- Stefania De Francesco: Lady Emma Hamilton
- Pietro De Silva: Guidobaldi
- Giogiò Franchini: Caracciolo
- Mario Monaci Toschi: Giaccio

## Prémios e Reconhecimento
- 2005 - David di Donatello
  - Prémio de Melhor Figurino para Daniela Ciancio[3]
  - Nomeação de Melhor Atriz para Maria de Medeiros
  - Nomeação de Melhor Cenografia para Beatrice Scarpato
- 2006 - Nastro d'Argento
  - Nomeação de Melhor Argumento para Giuseppe Rocca, Laura Sabatino e Antonietta De Lillo
  - Prémio de Melhor Cinematografia para Cesare Accetta
  - Nomeação de Melhor Cenografia para Beatrice Scarpato
  - Nomeação de Melhor Figurino para Daniela Ciancio
  - Nomeação de Melhor Banda Sonora para Daniele Sepe
- 2005 - Globo de Ouro
  - Prémio de Melhor Cinematografia para Cesare Accetta[4]
- 2005 - Ciak d'oro
  - Prémio de Melhor Filme na categoria "Bello e Invisibile"
  - Prémio de Melhor Cinematografia para Cesare Accetta
  - Prémio de Melhor Figurino para Daniela Ciancio
  - Prémio de Melhor Cenografia para Beatrice Scarpato
  - Nomeação de Melhor Produtor para Mariella Li Sacchi e Amedeo Letizia
  - Nomeação para Melhor Poster
- 2005 - Prémio Flaiano
  - Prémio de Melhor Interpretação para Maria de Medeiros
  - Prémio de Melhor Argumento para Giuseppe Rocca com a colaboração de Laura Sabatino e Antonietta De Lillo
- 2005 - Taormina Film Fest
  - Prémio Piero Tosi de Melhor Figurinista para Daniela Ciancio
  - Prémio Franco Cristaldi de Melhor Produtor para Mariella Li Sacchi e Amedeo Letizia
- 2005 - Federazione Italiana Cinema d'Essai
  - Prémio FICE
- 2005 - Giornate Professionali di Cinema
  - Prêmio FAC
- 2005 - Sannio Film Fest
  - Capitel de Ouro de Melhor Filme para Antonietta De Lillo
  - Capitel de Ouro de Melhor Figurino para Daniela Ciancio

## Homenagens e Retrospectivas
Em 2015, dez anos após o filme estrear em apenas 20 salas de cinema e nos festivais italianos, através de um acordo realizado pela coordenação do Festival de Cinema da Campânia e a produtora Marechiarofilm, foi novamente reposto nas salas de cinema. Por esta ocasião foi também criada uma iniciativa educacional com o propósito de explicar e contextualizar a revolução napolitana aos alunos das escolas da região, integrando o filme Il resto di niente no currículo das escolas.